# Pabuaran Kidul
Pabuaran Kidul is een bestuurslaag in het regentschap Cirebon van de provincie West-Java, Indonesië. Pabuaran Kidul telt 5159 inwoners (volkstelling 2010).